# Wren-Kirchen

Stadtplan Londons von William Morgan (1682)

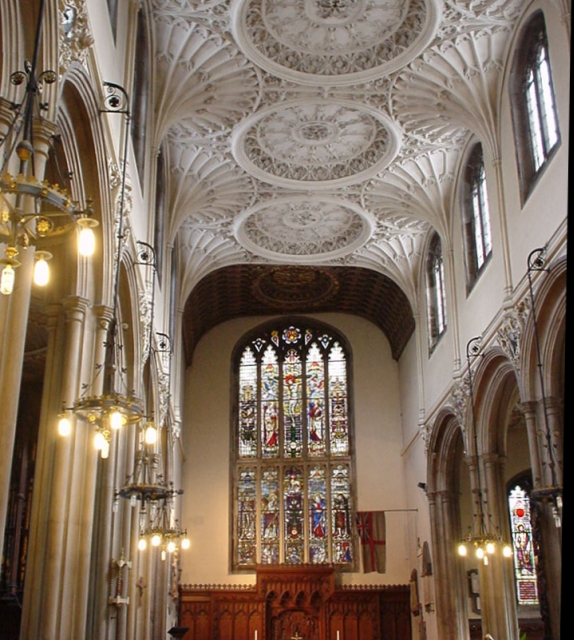
St Mary Aldermary

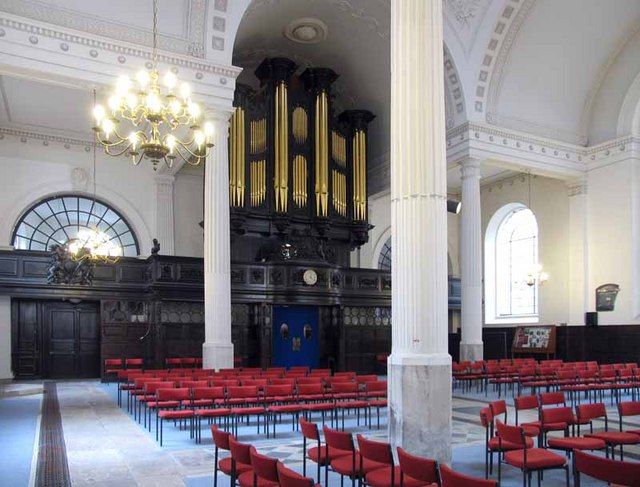
St Mary-at-Hill, Innenraum

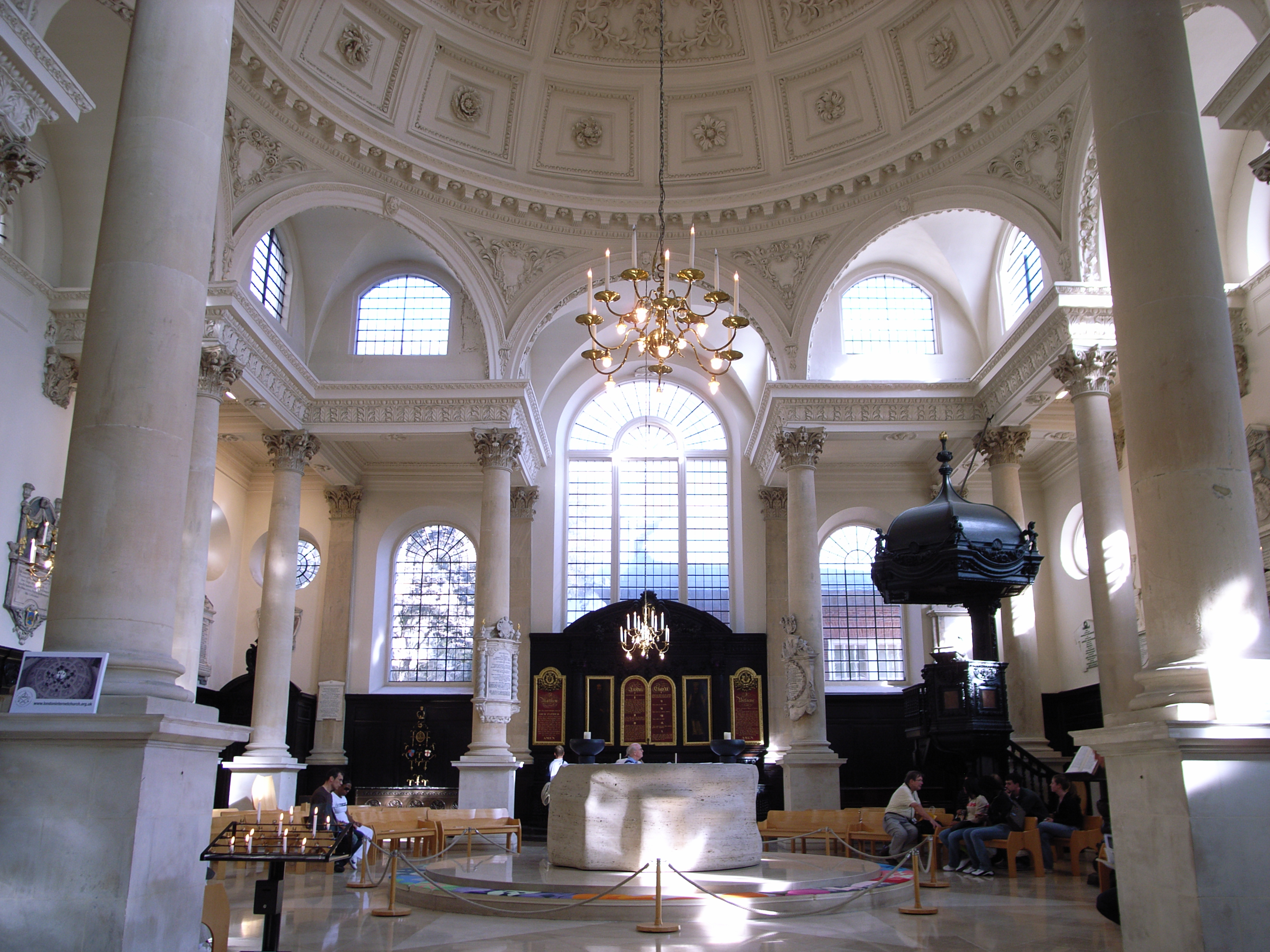
St Stephen Walbrook, Innenraum

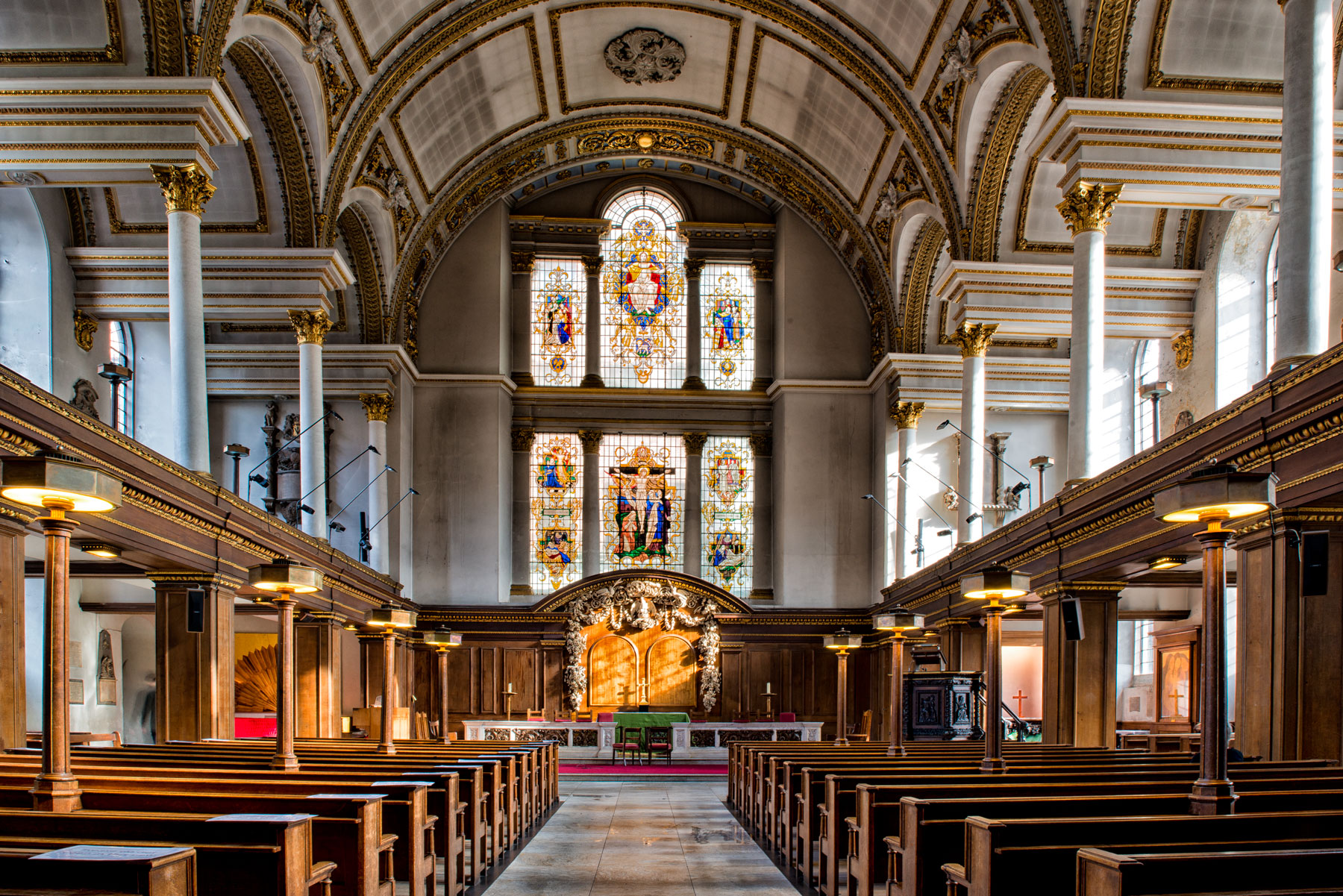
St James’s Church, Piccadilly

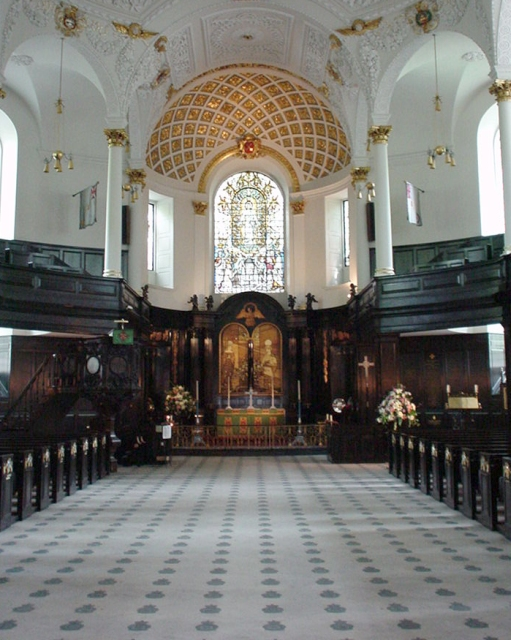
St Clement Danes

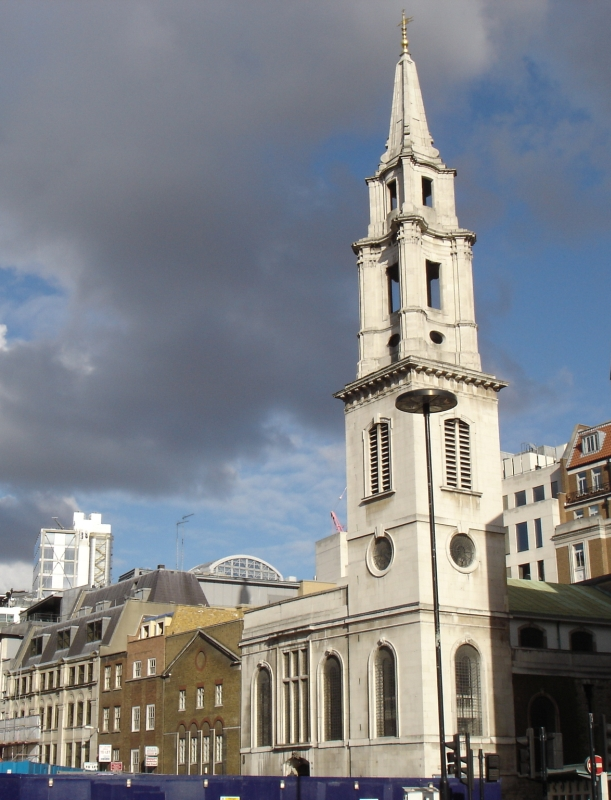
St Vedast Foster Lane, Kirchturm

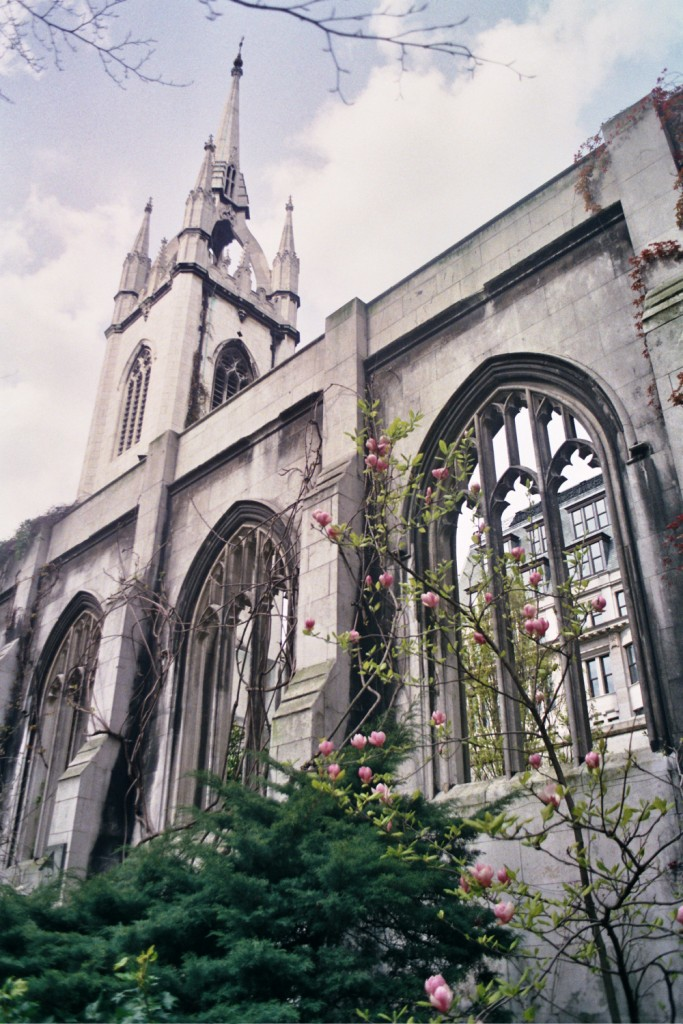
St Dunstan-in-the-East, Ruine

Als „Wren-Kirchen“ werden 51 Kirchenneubauten bezeichnet, die, abgesehen vom Neubau von St Paul’s Cathedral, nach dem Großen Brand von London von 1666 durch Christopher Wren errichtet wurden.

## Zuschreibung
Der Londoner Stadtbrand hatte 87 der mittelalterlichen Pfarrkirchen im Stadtgebiet zerstört, von denen in der Folgezeit 51 wiederhergestellt wurden. Ein bereits 1667 vom englischen Parlament verabschiedetes und 1670 erweitertes Wiederaufbaugesetz für London (Rebuilding of London Act) verfügte die Zusammenlegung mehrerer Pfarreien. Die Kommission wurde geleitet durch den Erzbischof von Canterbury, den Bischof von London und den Londoner Lord Mayor. Finanziert wurde dieses Wiederaufbauprogramm durch die Kohlesteuer, an die in London noch die Coal-Tax-Säulen erinnern. Während sich die Einnahmen aus der Steuer nur langsam akkumulierten, konnten die einzelnen Gemeinden eigene Einnahmen aus Spendenaufrufen oder dem Erlös aus dem Verkauf von Abbruchmaterialien in den Wiederaufbaufonds einzahlen und später abrufen. Die Innenausstattung der Kirchen mit Altären, Kanzeln, Taufbecken und Orgel lag in der finanziellen Verantwortung der einzelnen Gemeinden. Bereits 1670 waren 15 der Kirchenbauten begonnen und 1677 waren 30 Kirchen im Bau. 1686 war der Wiederaufbau im Wesentlichen abgeschlossen, abgesehen von den zugehörigen Turmbauten, die sich oft noch bis in das beginnende 18. Jahrhundert hinzogen.
Mit der Durchführung des Wiederaufbauprogramms wurde Christopher Wren als Surveyor-General als dem obersten Baubeamten beauftragt, in dessen Hand Entwurf, Ausführung und Abrechnung der Kirchenbauprojekte lagen. Unterstützt wurde Wren dabei von drei Surveyors, nämlich Robert Hooke, John Oliver und Edward Woodroffe, von denen auch eigene Planungen umgesetzt wurden. So stammt von Hooke die Kirche St Martin Ludgate, von Oliver die ganz in gotischen Formen gehaltene Kirche St Mary Aldermary. Die Liste der 51 von Wren errichteten Londoner Kirchenbauten, auf der die heutige Zuschreibung beruht, publizierte sein Sohn, Christopher Wren jr., 1750 als Parentalia, or Memoirs of the Family of the Wrens; die Planzeichnungen Wrens und seiner Mitarbeiter haben sich in den Sammlungen von All Souls College in Oxford und des Royal Institute of British Architects erhalten. In diesen Kirchenbauten entwickelte Wren verschiedene Prototypen, die er für die einzelnen Bauprojekte variierte. Zur Kostenreduktion wurden dabei nur die Umfassungsmauern und der Turmbau in Stein und der Innenausbau mit den Gewölben als Holzkonstruktion ausgeführt.
Da die englische Architektur seit Beginn des Anglikanismus keinen eigenen Kirchenbautypus entwickelt hatte, sah sich Wren der Notwendigkeit gegenübergestellt, verschiedene Modelle zu entwerfen. Den Ausgang bildete seine theoretische Beschäftigung mit der Architektur der römischen Antike, vermittelt durch die Werke von Vitruv und Serlio. Den Bautypus der römischen Maxentiusbasilika übernahm Wren für die Kirche St Mary-le-Bow, in deren quadratischen Raum er zwei, das Tonnengewölbe tragende Dreierkaden einsetzte. Ein zweites, für St Mary-at-Hill verwendetes Modell bildete der Tetrastyl, ein von vier Säulen unterteilter quadratischer Zentralbau, wie er beispielsweise im Athener Parthenon begegnet, aber auch in die byzantinischen Kreuzkuppelkirche und wiederum in der Venezianischen Renaissance (San Giovanni Chrisostomo) übernommen wurde. Eine vermittelnde Rolle spielten hierbei die um 1600 entstandenen Kirchenbauten von Hendrick de Keyser in Amsterdam. Einen Schritt weiter ging die Kirche St Stephen Walbrook (1672–1687), bei der die dem Raum eingestellte Kuppel über kreisförmigem Grundriss von vier Gruppen mit jeweils drei korinthischen Säulen getragen wird; vier weitere Säulen bilden das nur kurze Kirchenschiff. Dadurch ergibt sich ein Zentralraum, der eine Vorstudie zu der großen Kuppel im Vierungsbereich von St Paul’s Cathedral darstellt. In St Antholin und in der nicht mehr bestehenden Kirche St Benet Fink verwendete Wren als Grundriss jeweils ein gestrecktes Oktogon, in dem durch Säulenstellungen ein inneres  Oval ausgegrenzt ist. Eine ungewöhnliche Lösung zeigt die Kirche St Lawrence Jewry, bei der Wren aus topographischen Gründen einem einfachen Saalbau nordseitig einen Annex anfügte, verbunden durch eine vierfache Säulenstellung mit dem Hauptraum.
In der Kirche Christ Church Greyfriars schließlich, begonnen 1677, verwendete Wren erstmals den Bautypus der Emporenhalle, die eine größere Kongregation aufzunehmen vermochte. Dafür wurde der meist rechteckige Raum durch die Emporenpfeiler dreischiffig unterteilt und ihnen Säulen (in St Andrew-by-the-Wardrobe als Pfeiler) aufgesetzt, die wiederum den oberen Raumabschluss – meist in Form eines Tonnengewölbes über dem Mittelschiff und einer Flachdecke über den Emporen – tragen. Vereinzelt, so in St Mary Aldermanbury, ist die Tonnenwölbung des Mittelschiffs querhausartig durch ein Kreuzgratgewölbe unterbrochen. In der Kirche St Clement Danes sind die Seitenschiffe mit den Emporen umgangsartig an den Chor herangeführt. Die ausgewogenste Lösung dieses Typs stellt St James’s Church, Piccadilly dar, indem Wren hier ein zentrales Tonnengewölbe mit Quertonnen über den schmalen Seitenschiffen kombinierte. Im 18. Jahrhundert wurde die Emporenhalle, die Wren als die schönste und zugleich kostengünstigste Form für Pfarrkirchenbauten empfahl, geradezu zum Leitmotiv des anglikanischen Kirchenbaus, etwa in St Martin-in-the-Fields in London.
Ausgeführt wurden die Kirchen in der von Wren bevorzugten Formensprache des Barockklassizismus unter Verwendung von Elementen des Palladianismus. Die im Baubüro Wrens entworfene Kirche St Mary Aldermary hingegen, deren Wiederaufbau wesentliche Teile des spätmittelalterlichen Bauwerks übernehmen konnte, vertritt die Nachgotik.
Eine besondere Herausforderung stellte der Entwurf der zugehörigen Kirchturmbauten dar, die für jede einzelne der Gemeinden ein nach außen erkennbares Identifikationszeichen darstellen sollten. In den Umrisslinien eines gotischen Steilhelms gelang Wren eine größtmögliche Variationsbreite, die von einer dem Turmhelm umgebenden klassischen Rotunde (St Mary-le-Bow), übereingesetzten und sich verjüngenden Oktogonen (St Bride’s Church), voll ausgebildeten Oktogonen mit Kuppelabschluss (St Magnus the Martyr) bis hin zu barocken Lösungen mit geschwungenen Seiten und aufgesetztem Obelisk (St Vedast Foster Lane) reichen. Für den im Kern gotischen Turm von St Dunstan-in-the-East fand Wren eine Lösung, die aus vier gotischen, einen Laternenaufsatz tragenden Strebebögen besteht. Einige der Turmbauten wurden erst zu Beginn des 18. Jahrhunderts von Architekten aus dem Baubüro Wrens, so St James Garlickhythe von Nicholas Hawksmoor, ausgeführt.
Eine unmittelbare Fortsetzung sollten die von Wren erbauten 51 Londoner Pfarrkirchen in dem 1711 und 1712 vom britischen Parlament verabschiedeten Kirchenbauprogramm von  Fünfzig Neuen Kirchen finden, von denen aber unter der Leitung des Wren-Mitarbeiters Nicholas Hawksmoor insgesamt nur zwölf zur Ausführung gelangten und fünf weitere finanziert wurden.
Ein 1860 verabschiedetes Gesetz zur Reduktion der Zahl der Londoner Pfarrkirchen durch Zusammenlegung kleinerer Stadtpfarreien (Union of the Benefices Act) führte in den nachfolgenden Jahrzehnten zum Abbruch mehrerer der von Wren erbauten Kirchen, die wegen ihrer Bauweise mit massiven Außenmauern und einem Innenausbau als Holzkonstruktion als wenig anspruchsvoll angesehen wurden. Während der deutschen Luftangriffe auf London 1940 und 1941 erlitten die erhaltenen Wren-Kirchen aufgrund ihrer Bauweise erhebliche Schäden, indem zahlreiche von ihnen bis auf Umfassungsmauern und Turm ausbrannten. Während in einigen Fällen eine vollständige Rekonstruktion des Innenausbaus und seiner liturgischen Ausstattung vorgenommen wurde, fiel bei anderen die Entscheidung zur Konservierung der Ruine und ihrer Umwandlung in einen städtischen Park. Von den ursprünglich 51 Kirchenbauten Christopher Wrens in London, von denen bis 1940 noch 33 intakt bestanden, wurde etwa die Hälfte im Zweiten Weltkrieg beschädigt oder zerstört. Nach dem Wiederaufbau von sieben der Kirchen sind heute 23 vollständig und sechs weitere zumindest teilweise als Ruinen mit ihren Kirchtürmen erhalten. In einem Fall (St Mary Aldermanbury) erfolgte der Abbruch und die Translozierung in die U.S.A.

## Liste der Londoner Kirchenbauten Christopher Wrens
| Jahr          | Gebäude                          | Bemerkungen                                          |
| ------------- | -------------------------------- | ---------------------------------------------------- |
| 1666 bis 1711 | St Paul’s Cathedral              |                                                      |
| 1670 bis 1672 | St Michael, Cornhill             |                                                      |
| 1670 bis 1674 | St Mary-at-Hill                  |                                                      |
| 1670 bis 1675 | St Benet Fink                    | 1842 abgebrochen                                     |
| 1670 bis 1686 | St Lawrence Jewry                | 1940 beschädigt, 1957 wiederhergestellt              |
| 1670 bis 1673 | St Vedast Foster Lane            | 1940 zerstört, 1953 wiederhergestellt                |
| 1670 bis 1679 | St Edmund the King and Martyr    |                                                      |
| 1671 bis 1673 | St Mary-le-Bow                   |                                                      |
| 1671 bis 1676 | St George Botolph Lane           | 1904 abgebrochen                                     |
| 1671 bis 1676 | St Magnus the Martyr             | 1941 beschädigt, 1951 wiederhergestellt              |
| 1671 bis 1677 | St Nicholas Cole Abbey           | 1941 zerstört, 1962 wiederaufgebaut                  |
| 1671 bis 1678 | St Bride’s Church                | 1941 zerstört, 1957 wiederaufgebaut                  |
| 1671          | St Christopher le Stocks         | 1781 abgebrochen                                     |
| 1671          | St Olave Old Jewry               | 1887 abgebrochen, Turm erhalten                      |
| 1672 bis 1677 | St Mary Aldermanbury             | 1966 versetzt nach Fulton (Missouri)                 |
| 1672 bis 1679 | St Stephen Walbrook              |                                                      |
| 1672 bis 1684 | St James’s Church, Piccadilly    | 1940 beschädigt, 1954 wiederhergestellt              |
| 1673          | St Michael Wood Street           | 1897 abgebrochen                                     |
| 1674          | St Dionis Backchurch             | 1876 abgebrochen                                     |
| 1675 bis 1679 | St Michael Bassishaw             | 1900 abgebrochen                                     |
| 1675 bis 1683 | St Bartholomew by the Exchange   | 1840 abgebrochen                                     |
| 1676 bis 1683 | St James Garlickhythe            |                                                      |
| 1676 bis 1686 | St Michael Queenhithe            | 1876 abgebrochen                                     |
| 1676          | St Mildred Poultry               | 1872 abgebrochen                                     |
| 1677          | St Stephen Coleman Street        | 1940 zerstört                                        |
| 1677 bis 1680 | St Anne and St Agnes             | 1941 zerstört, 1966 wiederaufgebaut                  |
| 1677 bis 1681 | St Peter upon Cornhill           |                                                      |
| 1677 bis 1683 | St Mildred, Bread Street         | 1941 zerstört                                        |
| 1677 bis 1684 | All Hallows the Great            | 1894 abgebrochen                                     |
| 1677 bis 1684 | St Martin, Ludgate               |                                                      |
| 1677 bis 1686 | St Anne’s Church, Soho           | 1940 zerstört, Neubau 1990, Turm erhalten            |
| 1678 bis 1691 | St Antholin, Budge Row           | 1875 abgebrochen                                     |
| 1678          | St Swithin, London Stone         | 1941 zerstört, Ruine 1962 abgebrochen                |
| 1679 bis 1682 | St Mary Aldermary                |                                                      |
| 1680 bis 1682 | St Clement Danes                 | 1941 zerstört, 1955 bis 1958 wiederaufgebaut         |
| 1681 bis 1684 | All Hallows Bread Street         | 1878 abgebrochen                                     |
| 1681 bis 1686 | St Benet Gracechurch             | 1868 abgebrochen                                     |
| 1681 bis 1686 | St Mary Abchurch                 | 1940 beschädigt, 1953 wiederaufgebaut                |
| 1682 bis 1685 | St Matthew Friday Street         | 1885 abgebrochen                                     |
| 1682 bis 1685 | St Alban Wood Street             | 1941 zerstört, Ruine 1965 abgebrochen, Turm erhalten |
| 1683          | St Augustine Watling Street      | 1941 zerstört, Ruine 1967 abgebrochen, Turm erhalten |
| 1683          | St Benet Paul’s Wharf            |                                                      |
| 1683 bis 1687 | St Mary Magdalen Old Fish Street | 1893 abgebrochen                                     |
| 1687          | St Michael Crooked Lane          | 1831 abgebrochen                                     |
| 1684 bis 1687 | St Margaret Pattens              |                                                      |
| 1684 bis 1690 | St Andrew, Holborn               | 1941 zerstört, 1960 wiederaufgebaut                  |
| 1685          | St Clement Eastcheap             | 1941 beschädigt, 1950 wiederhergestellt              |
| 1686 bis 1690 | St Margaret Lothbury             |                                                      |
| 1686 bis 1694 | St Mary Somerset                 | 1871 abgebrochen, Turm erhalten                      |
| 1686 bis 1694 | St Michael Paternoster Royal     | 1940 zerstört, 1968 wiederhergestellt                |
| 1687          | Christ Church Greyfriars         | 1940 zerstört, Turm und Ruine erhalten               |
| 1694          | St Andrew-by-the-Wardrobe        | 1941 zerstört, 1961 wiederaufgebaut                  |
| 1694          | All Hallows Lombard Street       | 1937 abgebrochen, Turm transferiert nach Twickenham  |
| 1695 bis 1701 | St Dunstan-in-the-East           | 1941 zerstört, Turm erhalten                         |